# Lunga, Timiș
Lunga (nume anterior, până în 1924: Constanța, în germană Lunga, Konstanzia, în maghiară Kunszőllős, Konsztantia) este un sat în comuna Comloșu Mare din județul Timiș, Banat, România.

## Istorie
Satul Lunga a fost întemeiat la 1824, pe moșia contelui Ioan Naco (Nako). Acesta a decis să înființeze o așezare pentru a stabiliza forța de muncă de care avea nevoie pentru propria moșie. El a împărțit terenul pe loturi de case pe care le-a dat la 138 de familii de români și 100 de familii de germani, toți fiind folosiți la lucrările agricole pe moșia lui Naco. La 1924 se numea Constanța.